# Barneskjær
Barneskjær est un petite île de la commune de Færder ,  dans le comté de Vestfold en Norvège.

## Description
L'île se trouve juste à l'est de Nøtterøy et au sud de Føynland. La municipalité de Nøtterøy a acheté l'île à Markus O. Korsnes en 1968 pour l'utiliser comme espace ouvert. Les municipalités de Tønsberg et de Sem ont contribué chacune à l'achat.
La seule maison de l'île a été construite en 1924. La maison jaune est louée pour des périodes plus courtes et Barneskjær est souvent visité par des classes et des organisations scolaires. L'îlot est sans électricité, donc l'équipement de la cuisine est alimenté au gaz. La jetée peut accueillir 4 à 5 bateaux.
Il y a plusieurs bunkers de construction allemande datant de la Seconde Guerre mondiale sur Barneskjær.
Barneskjær fait partie du parc national de Færder.

## Galerie

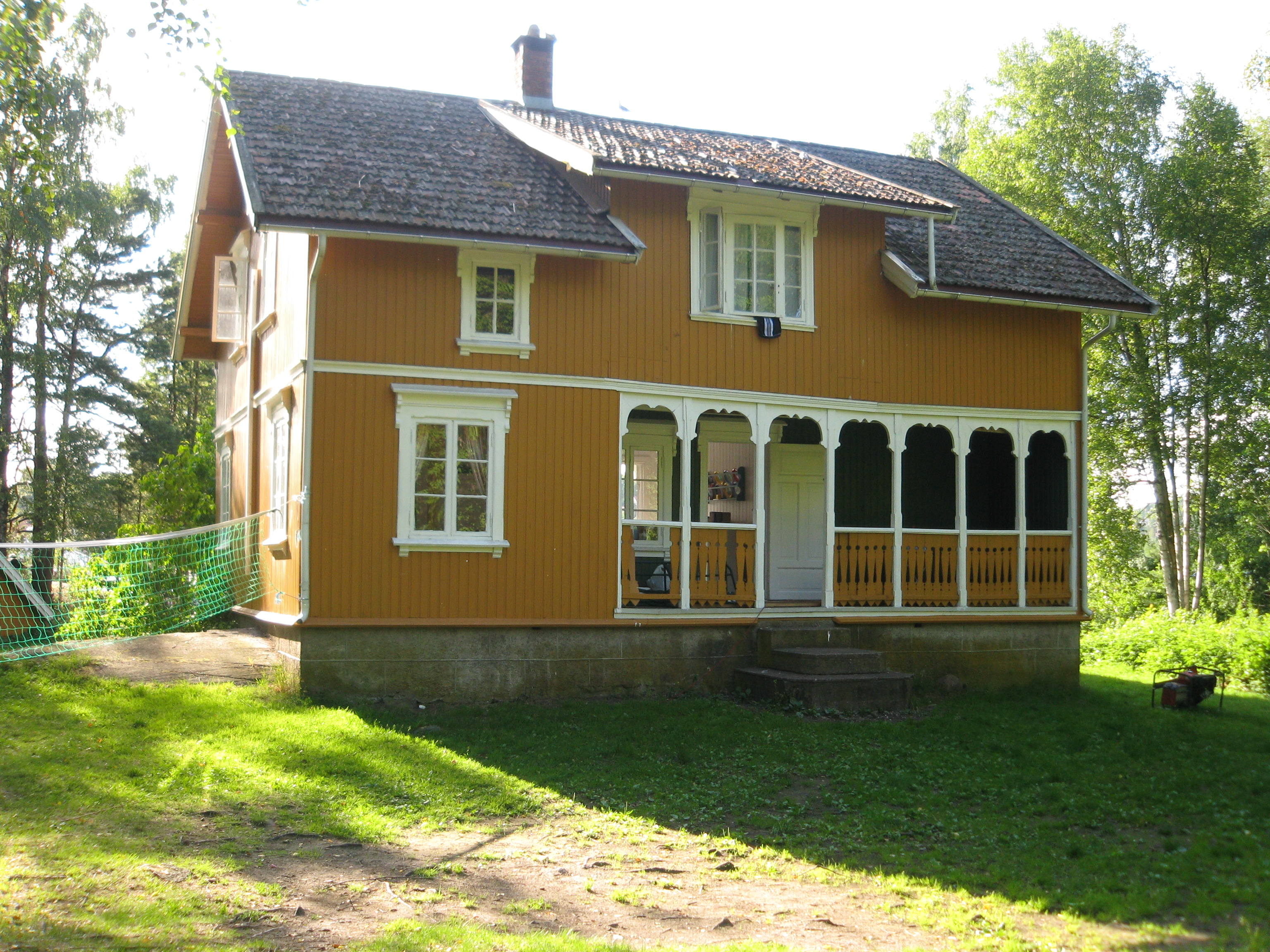
Maison de Barneskjær
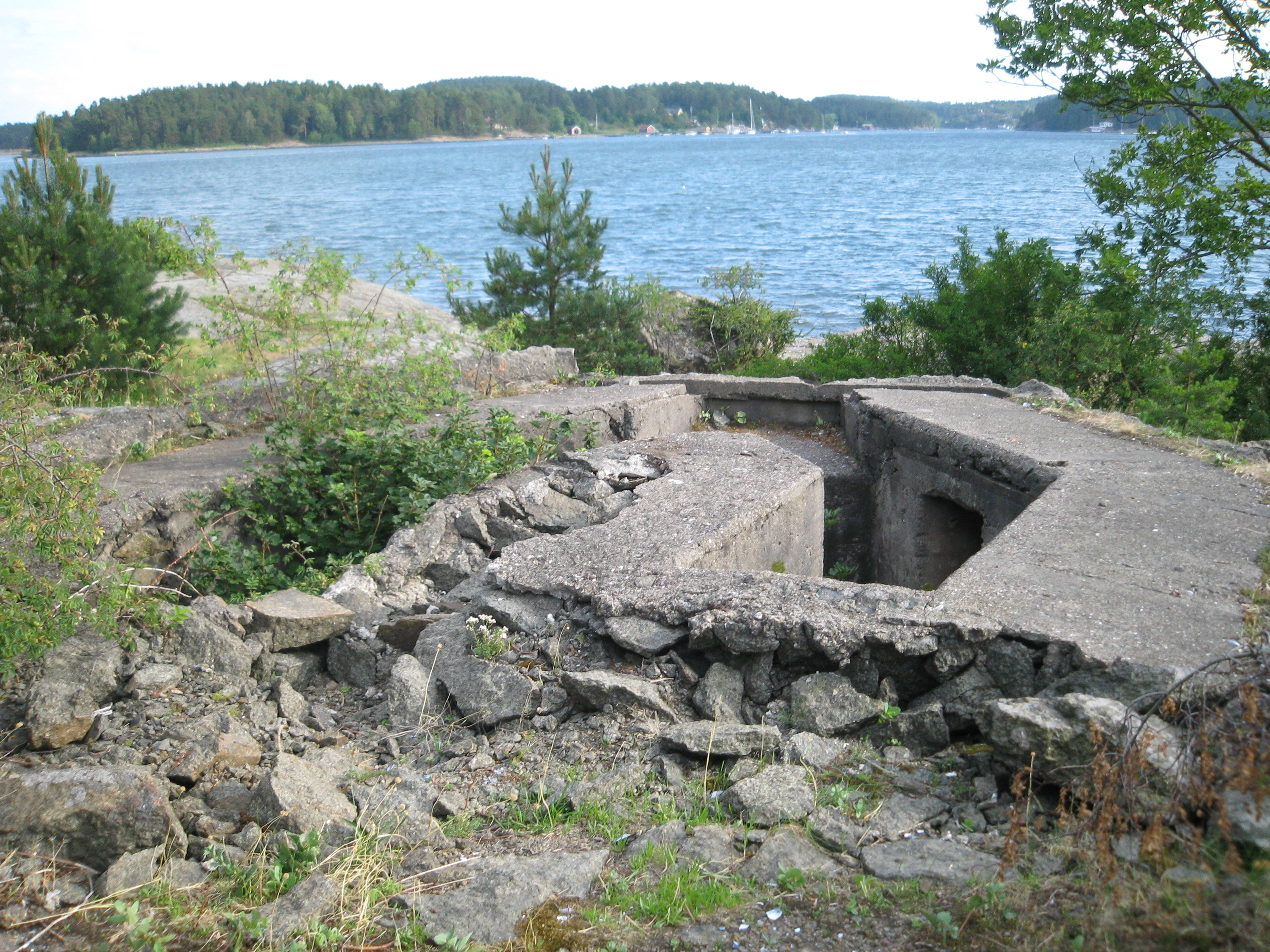
Bunker